# Ivan II de Moscou
Ivan Ivànovitx (Moscou, 30 de març de 1326 - Moscou, 13 de novembre de 1359), anomenat el Gloriós, segon fill d'Ivan I, més conegut com a Ivan Kalita, i d'Elena, governador de les ciutats de Ruza i Zvenigorod, gran príncep de Moscou i príncep de Vladímir (1353-1359). Va ser nomenat cap de la Moscòvia després que la pesta negra va matar el príncep regnant, el seu germà Simeó.

## Un príncep de Moscou experimentat
Tot sembla indicar que en la primera meitat de la seva efímera vida ja va començar a governar els pobles de Ruza i Zvenigorod, tot just uns 100 km a l'oest de Moscou. En algunes èpoques, aquests pobles van ser ucraïnesos, però en aquells anys formaven part del principat de Zvenigorod. Aquests assentaments, tot i existir abans del segle xiv, són anomenats per primera vegada en documents escrits el 1339 (Ruza) i el 1338 (Zvenigorod), i per això sembla que els va començar a controlar, almenys oficialment, des dels dotze i els tretze anys. L'únic que se sap segur és que va ser el màxim dirigent dels pobles fins a la seva mort.
Amb aquest càrrec entre mans, i frustrat per no ser el fill primogènit d'Ivan Kalita, cosa que li hauria suposat fer-se càrrec de tot el poder de què disposava la família ruríkida, als vint-i-set anys es va trobar amb el problema de la pesta negra, que estava deixant una llarga riuada de morts per tot el Vell Continent.

## La pesta negra li va donar el poder
Les conseqüències de l'epidèmia, a banda d'afectar milers de ciutadans de Moscòvia, es van notar fins i tot en la família que governava el principat. El príncep vigent, Simeó I, va morir l'abril del 1353, i el seu germà petit, Andrei, també va ser mort per la plaga. Amb això, inesperadament, a Ivan II el Gloriós li va tocar fer-se càrrec de tot el principat de Moscòvia i del de Tver.

## L'infructuós canvi de política exterior
Ja amb el poder a les mans, aquest príncep va voler fer fer un notable gir a la política dels seus predecessors, una política d'aliances amb el kan de l'Horda d'Or, que era qui dominava tota la zona coneguda al segle XXI com a Rússia. La seva intenció era trencar aquesta bona relació amb el mongol per aliar-se amb Lituània, en aquells moments una potència emergent. Cal recordar que Simeó I tenia els lituans com a primers en la seva llista d'enemics, justament perquè eren una potència que començava a amenaçar l'hegemonia que Moscòvia començava a tenir dins els principats de l'Horda d'Or mongola.
En la seva vida com a príncep de Moscou no destaca res més, si bé es podria remarcar que el 1341 es va casar amb Teodòsia de Briansk, amb qui no va tenir cap fill. Teodòsia, filla de Dmitri de Briansk, va morir sobtadament el 1342. De resultes d'això, Ivan II es va casar en segones núpcies amb Aleksandra Ivànovna Veliamínova, amb qui tindria quatre fills: Dmitri ‘Donskoi', el primogènit, que va néixer el 1350; Liubov, nascut dos anys després; Ivan, del 1354, i Maria, que va néixer el 1359. El 13 de novembre de 1359, Ivan II el Gloriós va morir, a 33 anys, i va deixar la corona al seu primer fill, Dmitri Donskoi, que, sens dubte, seria el príncep més important des de Daniïl I.